# Jurij Karmeluk
Jurij Anatolijowycz Karmeluk, ukr. Юрій Анатолійович Кармелюк, ros. Юрий Анатольевич Кармелюк, Jurij Anatoljewicz Karmieluk (ur. 2 lipca 1971, zm. 13 lipca 2008 w Doniecku) – ukraiński piłkarz, grający na pozycji obrońcy, pomocnika lub napastnika, trener piłkarski.

## Kariera piłkarska

### Kariera klubowa
W 1990 rozpoczął karierę piłkarską w drużynie rezerw Szachtara Donieck. W 1991 bronił barw wojskowego klubu SKA Kijów. Po zwolnieniu z wojska został piłkarzem amatorskiego zespołu Aton Donieck. W sierpniu 1995 zasilił skład Skały Stryj. Na początku 1996 został zaproszony do Metałurha Donieck. W 1998 wyjechał do Rosji, gdzie przez 2 lata grał w klubie Łada-Grad Dimitrowgrad, który potem zmienił nazwę na Łada-Simbirsk Dimitrowgrad. Potem przez kilka lat nie występował w rozgrywkach profesjonalnych, a dopiero w 2004 w składzie Olimpiku Donieck jako grający trener wyszedł na boisko. W sezonie 2007/2008 występował w Tytanie Donieck, po czym zakończył karierę piłkarza.

## Kariera trenerska
Jeszcze będąc piłkarzem, rozpoczął pracę szkoleniowca. W 2004 stał na czele Olimpika Donieck, którym kierował do kwietnia 2005.

## Sukcesy i odznaczenia

### Sukcesy klubowe
Metałurh Donieck
- mistrz Ukraińskiej Pierwszej Ligi: 1997
- wicemistrz Ukraińskiej Drugiej Ligi: 1996 (grupa B)